# Plotiště nad Labem (przystanek kolejowy)
Plotiště nad Labem – przystanek kolejowy w miejscowości Hradec Králové, w dzielnicy Plotiště nad Labem, w kraju hradeckim, w Czechach. Znajduje się na wysokości 250 m n.p.m.
Jest zarządzany przez Správę železnic. Na przystanku nie ma możliwości zakupu biletów, a obsługa podróżnych odbywa się w pociągu.

## Linie kolejowe
- 041 Hradec Králové - Jičín - Turnov